# Lipova, Vrnjačka Banja
Lipova (izvirno srbsko Липова) je naselje v Srbiji, ki upravno spada pod Občino Vrnjačka Banja; slednja pa je del Raškega upravnega okraja.

## Demografija
V naselju živi 780 polnoletnih prebivalcev, pri čemer je njihova povprečna starost 40,3 let (39,8 pri moških in 40,8 pri ženskah). Naselje ima 346 gospodinjstev, pri čemer je povprečno število članov na gospodinjstvo 2,76.
To naselje je, glede na rezultate popisa iz leta 2002, večinoma srbsko, a v času zadnjih 3 popisov je opazen porast števila prebivalcev.
|  |

| Demografija | Demografija     | Demografija     |
| Leto        | Št. prebivalcev | Št. prebivalcev |
| ----------- | --------------- | --------------- |
|             |                 |                 |
|             |                 |                 |
|             |                 |                 |
|             |                 |                 |
| 1948        | 553             |                 |
| 1953        | 592             |                 |
| 1961        | 583             |                 |
| 1971        | 640             |                 |
| 1981        | 762             |                 |
| 1991        | 954             | 946             |
| 2002        | 1004            | 955             |
|             |                 |                 |

| Etnična sestava po popisu iz leta 2002 | Etnična sestava po popisu iz leta 2002 | Etnična sestava po popisu iz leta 2002 | Etnična sestava po popisu iz leta 2002 | Etnična sestava po popisu iz leta 2002 |
| -------------------------------------- | -------------------------------------- | -------------------------------------- | -------------------------------------- | -------------------------------------- |
| Srbi                                   | Srbi                                   |                                        | 911                                    | 95,39%                                 |
| Črnogorci                              | Črnogorci                              |                                        | 5                                      | 0,52%                                  |
| Jugoslovani                            | Jugoslovani                            |                                        | 3                                      | 0,31%                                  |
| Makedonci                              | Makedonci                              |                                        | 2                                      | 0,20%                                  |
| Bolgari                                | Bolgari                                |                                        | 2                                      | 0,20%                                  |
| Slovenci                               | Slovenci                               |                                        | 1                                      | 0,10%                                  |
| Rusi                                   | Rusi                                   |                                        | 1                                      | 0,10%                                  |
| Madžari                                | Madžari                                |                                        | 1                                      | 0,10%                                  |
| Neznano                                | Neznano                                |                                        | 28                                     | 2,93%                                  |